# タイラ・ハンター事件
タイラ・ハンター事件（タイラ・ハンターじけん）は、アフリカ系アメリカ人でトランスジェンダーの女性が自動車事故後の医療過誤で死亡した事件。
彼女は事故後に適切な治療を受けられずに死亡し、医療の提供を怠ったコロンビア特別区には賠償判決が出された。

## 被害者
タイラ・ハンター（英語: Tyra Hunter、1970年 - 1995年8月7日）は、アフリカ系アメリカ人でトランスジェンダーの女性。自らを女性として認識したのは14歳の時だった。

## 事故とその後の対応
1995年8月7日、ハンターの運転する車が交差点て衝突事故を起こした。駆けつけた救急救命士は彼女のズボンを切開し、そこで男性器があるのを見つけた。その後救命士たちはハンターに軽蔑的な言葉をかけ、救命行為を遅らせた。その後ハンターはコロンビア特別区総合病院へ搬送されたが、救急救命室のスタッフもハンターの怪我に対して適切な治療を行わず、その日のうちに死亡した。彼女の葬儀には2,000人以上の市民が参列した。

## 訴訟・判決
事件を受けて被害者の母親であるマージーがコロンビア特別区を相手取って民事訴訟を提起した。
トランスジェンダー活動家のダナ・プリージングはこの事件を受け、「証拠を見ると、トランスジェンダーに対する偏見が彼女の治療に影響し、ERスタッフは彼女の命を救うに値しないと判断したと考えられる」と述べた。
1998年12月11日に判決が出され、原告であるハンターの母親マージーが勝訴した。陪審団はD.C.人権法に基づいて治療を行うべき消防署職員と医師たちが患者を無視し医療事故を起こした結果ハンターが死亡したことを認め、マージーは賠償金として287万4,060ドルを受け取るという判決が出された。このうち60万ドルは事故現場での医療行為中止や公然とハンターを罵倒したことによるD.C.人権法違反として評価され、さらにハンターの意識的苦痛と医療過誤請求による経済的損失として150万ドルが追加された。ERの医師については輸血をすれば86％の確率で救命できたのに、適切な治療を行わなかったとされた。なお、賠償金についてはその後の交渉によって175万ドルまで減額されている。